# Cho Bo-ah
Cho Bo-ah (* 22. August 1991 in Daejeon; wirklicher Name: Cho Bo-yun) ist eine südkoreanische Schauspielerin.

## Leben
Cho Bo-ah wurde am 22. August 1991 in Daejeon geboren. Sie hat eine jüngere Schwester. 2012 wurde sie an der Sungkyunkwan University aufgenommen.
In dem Erotik-Thriller Gasi (2014) spielt sie eine Teenagerin, die sich in ihren Sportlehrer verliebt und diesen verführt. Ihre Rolle ist dabei angelehnt an Amanda Seyfrieds Rolle in dem Film Chloe.

## Filmografie

### Filme
- 2014: Innocent Thing (가시)

### Fernsehserien
- 2012: Shut Up Flower Boy Band (닥치고 꽃미남 밴드, tvN)
- 2012: Koisuru Maison: Rainbow Rose (恋するメゾン。〜Rainbow Rose〜, TV Tokyo)
- 2012: Horse Doctor (마의, MBC)
- 2014: The Idle Mermaid (잉여공주, tvN)
- 2015: Missing Noir M (실종느와르 M, OCN)
- 2015–2016: All About My Mom (부탁해요, 엄마, KBS2)
- 2016: Monster (몬스터, MBC)
- 2017: Temperature of Love (사랑의 온도, SBS)
- 2025: Dear Hongrang (탄금, Netflix)
- 2025: The Divorce Insurance (이혼보험, tvN)